# Zagłodzenie procesu
Zagłodzenie procesu (ang. process starvation) – sytuacja w środowisku wielozadaniowym, w której dany proces nie jest w stanie zakończyć działania, ponieważ nie ma dostępu do procesora lub innego współdzielonego zasobu.
Występuje najczęściej na skutek niewłaściwej pracy algorytmu szeregowania, którego zadaniem jest sprawiedliwy przydział zasobów, lub nadmiernego obciążenia systemu.
Dla zilustrowania wagi problemu zagłodzenia wykorzystywany jest przykład systemu IBM 7094 używanego na MIT – gdy w 1974 roku był wycofywany z użycia, wykryto zadanie wsadowe o niskim priorytecie, które przedłożono do wykonania w 1967 roku i nigdy nie zostało aktywowane.